# Calado (náutica)
En náutica, el calado de un barco o de un buque es la distancia vertical entre un punto de la línea de flotación y la línea base o quilla, incluido el espesor del casco. En caso de no estar incluido, se obtendrá el llamado calado de trazado.

## Descripción
En buques de eslora superiores a 70 u 80 m, es frecuente encontrar una escala de calados a la altura de la sección maestra, para poder leer un calado medio y comparar con el calculado por la semisuma de los calados de proa y popa. La diferencia que pueda surgir entre el calado leído y el calculado dará una idea de la magnitud de la deformación a la que puede estar sometida la estructura viga-buque por los esfuerzos de arrufo o quebranto originados por la distribución de los pesos a bordo.[cita requerida]

## Calados de un buque
- El calado de popa (Cpp): es el calado medido en la perpendicular de popa.
- El calado de proa (Cpr): es el calado medido en la perpendicular de proa.
- El calado medio (Cm): es el calado medido en la vertical de F, centro de gravedad de la flotación que se considere. El calado medio se obtiene por el cálculo a partir de la semisuma de los calados de proa y popa, con una corrección por asiento y valor de la posición de F con respecto a la Pm (perpendicular media).[cita requerida]

## Escala de calados
Los calados se miden en escalas situadas a cada banda, a proa y a popa, y en algunos barcos también en la perpendicular media. Las escalas se miden en decímetros, en cuyo caso los números representados son pares o en pies, y figuran tanto los pares como los impares, con lo que en este caso es frecuente grabarlos usando números romanos.[cita requerida]

### Lectura de las escalas de calados
La lectura de las escalas de calados se realiza de acuerdo con lo siguiente: el pie del número indica el calado, y la altura del número es un decímetro o medio pie (6 pulgadas), según el caso; por tanto, las posiciones se obtienen proporcionalmente. Para relacionar ambas escalas, se indican las equivalencias entre pies, pulgadas y centímetros.[cita requerida]
- 1 pie = 12 pulgadas
- 1 pulgada = 2,54 cm
- 1 pie = 30,48 cm

## Calado según el número de contenedores TEU
| Generación | Año  | TEU   | Longitud (m.) | Manga (m.) | Calado (m.) |
| ---------- | ---- | ----- | ------------- | ---------- | ----------- |
| 1          | 1968 | 750   | 180           | 25         | 9           |
| 2          | 1972 | 1500  | 225           | 29         | 11,5        |
| 3          | 1980 | 3000  | 275           | 32         | 12,5        |
| 4          | 1987 | 4500  | 275           | 39         | 13,5        |
| 5          | 1997 | 5500  | 325           | 41         | 14,1        |
| 6          | 1999 | 8000  | 345           | 43         | 14,5        |
| 7          | 2006 | 13640 | 398           | 56         | 16          |

## Variaciones del calado
El calado de un buque puede variar en función de múltiples factores, incluso sin que se considere el aumento o la disminución del desplazamiento:[cita requerida]
- variación del calado por cambio de asiento
- variación del calado por escora
- variación del calado por navegación en aguas poco profundas
- variación del calado por pasaje de agua dulce a agua de mar o viceversa